# Tauraco bannermani
El turaco de Bannerman (Tauraco bannermani) es una especie de ave Musophagiformes de la familia Musophagidae, en peligro de extinción ya que sólo sobrevive en algunas selvas montanas del sudoeste de Camerún (Bamenda-Banso). Debe su nombre al ornitólogo David Armitage Bannerman..

## Taxonomía
El turaco de Bannerman fue descrito por primera vez en 1923 por el naturalista norteamericano George Latimer Bates. Los estudios genéticos han demostrado que esta especie está emparentada con el turaco crestirrojo (Tauraco erthrolophus) y con el turaco cariblanco (Tauraco leucolophus), habiéndose separado en el Plioceno tardío. En ese momento, se produjeron cambios climáticos, conllevando un aumento de aridez en el entorno, que disminuyeron los bosques densos y aumentaron las sabanas arboladas. El turaco cariblanco mantuvo su amplia distribución puesto que logró adaptarse a los nuevos hábitats, en cambio el turaco de Bannerman quedó restringido en las zonas montañosas donde los bosques lograron resistir.
No se reconocen subespecies.

## Descripción
El turaco de Bannerman alcanza los 43 cm de longitud y pesa entre 200 y 250 g. Tiene la cabeza gris coronada por una cresta de color rojo anaranjado que se extiende hasta la nuca. Las partes superiores del cuerpo son color verde oscuro y las partes inferiores verde pálido, siendo la cola azul. La parte interior de las alas presenta plumas rojas muy llamativas que son visibles durante el vuelo. Presenta un canto distintivo, ya que es una serie estridente de notas "kow-kow-kow", que se pueden escuchar a un kilómetro de distancia. El pico es de color amarillo. Los ejemplares jóvenes son como una versión más oscura de los adultos. No existe dimorfismo sexual.

## Distribución y hábitat
El turaco de Bannerman es endémico de las montañas boscosas de Camerún. Su población principal se encuentra en las tierras altas de Bamenda, en el oeste de Camerún, pero además, algunas aves están presentes en otros lugares aislados como los montes Mbam, Fossimondi y Fomenji. Su supervivencia depende de que se proteja el bosque Kilum-Ijim, la mayor área de bosque montano que queda en las tierras altas de Bamenda. Habita el bosque tropical montano, ya sea bosques primarios o bosques secundarios donde disponen de árboles altos que les proporcionan los frutos de los que se alimenta. Su rango altitudinal es de entre 2.200 y 2.600 m siendo sustituido en altitudes más bajas por el turaco de Guinea (Tauraco persa) que prefiere el bosque abierto y el matorral.

## Comportamiento
Se trata de un pájaro tímido al que rara vez se le ve. Es principalmente arbóreo y pasa la mayor parte del tiempo en la parte alta de los árboles buscando frutos y semillas que forman la base de su dieta aunque también pueden alimentase de hojas, brotes y flores. Solo baja al suelo para beber o darse baños. No es un gran volador y se desplaza con unos pocos aleteos entre rama y rama o simplemente planeando. En los árboles suele desplazarse mediante pequeños saltos y corriendo por las ramas. Son aves territoriales que viven en parejas o en pequeños grupos familiares.
Se reproduce al comienzo de la temporada de lluvias entre marzo y junio construyendo un nido hecho de ramitas en la parte más densa del follaje de árboles y arbustos siempre por encima de los 5 m del suelo. Normalmente la puesta consiste en dos huevos. Ambos progenitores tomarán parte en la incubación de los huevos que durará aproximadamente 20 días. Los polluelos, que nacen con los ojos abiertos, comenzaran a explorar los alrededores del nido a las dos o tres semanas siendo capaces de volar con 5 semanas de edad. Los padres participaran en la alimentación de las crías mediante le regurgitación de la comida.

## Conservación
Se considera en peligro de extinción por la UICN. La mayor amenaza para esta especie es la pérdida de hábitat: el bosque Kilum-Ijim se redujo a la mitad entre 1963 y 1986. Los incendios forestales y la tala de bosques para la agricultura, el pastoreo, la leña y la madera ponen en grave peligro el hábitat de esta especie. La fragmentación del hábitat supone también un gran peligro, particularmente debido a su renuencia de esta especie a cruzar hábitats abiertos, además del riesgo de consanguinidad. La especie es cazada por sus plumas, que se entregan como premios en ceremonias locales. El número de ejemplares maduros de este ave se estiman entre 1.500 y 7.000 ejemplares con una tendencia decreciente de la población lo que hace imprescindible su conservación.